# Paranepsia
Paranepsia là một chi bướm đêm thuộc phân họ Tortricinae của họ Tortricidae.

## Các loài
- Paranepsia amydra Turner, 1916